# 列皮约夫卡农村居民点
列皮约夫卡农村居民点（俄语：Репьёвское сельское поселение）是俄罗斯联邦沃罗涅日州列皮约夫卡区所属的一个农村居民点。其下辖有3个居民点，行政中心为列皮约夫卡。据2016年统计，该农村居民点的人口为5482人。